# Forsthaus in der Quint
Forsthaus in der Quint ist ein Gemeindeteil der Stadt Schweich im Landkreis Trier-Saarburg in Rheinland-Pfalz und Sitz des Forstamtes Trier.
Das Gelände liegt am Rothenberg und am Fuße des Meulenwaldes auf einer Höhe von etwa 160 m ü. NHN links des unteren Quintbaches. Rechts davon liegt der Trierer Stadtteil Quint.
Nach Meyers Orts- und Verkehrslexikon hatte das Forsthaus Quint 1912/1913 sechs Einwohner.
Der Baum-Welt-Pfad ist ein 3,8 km langer Rundweg nahe dem Trierer Forstamt.
Beim Forsthaus befindet sich ein Pilgerstein des Mosel-Camino.
In der Nähe verlaufen die L 46 (Trier-Quint–Spangdahlem) und die L 47 (Trier-Quint–Föhren) sowie die Moselstrecke (Trier–Koblenz).

## Forstamt Trier
Das Forstamt Trier ist eines von 44 Forstämtern der Landesforsten Rheinland-Pfalz und betreut eine Gesamtwaldfläche von etwa 18.500 Hektar.
Der Zuständigkeitsbereich umfasst die Stadt Trier, die Verbandsgemeinde Trier-Land ohne die Gemeinden Hockweiler und Franzenheim, die Verbandsgemeinde Schweich ohne die Gemeinde Detzem und aus der Verbandsgemeinde Ruwer die Gemeinde Thomm sowie aus der Verbandsgemeinde Wittlich-Land die Gemeinde Hetzerath.
Die Forstreviere sind:
- Forstrevier Fell
- Forstrevier Kordel-Zemmer
- Forstrevier Leiwen
- Forstrevier Mehring
- Forstrevier Trier-Ehrang
- Forstrevier Trier-Weisshaus
- Forstrevier Welschbillig-Ralingen
- Forstrevier Altenhof

Gegenüber dem Forsthaus entstand bis 2024 das Meulenwaldhaus als Ausbildungs-, Büro- und Veranstaltungsgebäude.